# Iivo Niskanen
Iivo Niskanen (født 12. januar 1992) er en finsk langrendsløber.
Niskanen har repræsenteret Finland ved tre olympiske lege i 2010'erne og 2020'erne. Ved vinter-OL 2014 i Sotji stillede han op i tre individuelle og to holdkonkurrencer. Individuelt klarede han sig bedst på 15 km, hvor han blev nummer fire, mens han blev nummer ti på 50 km og nummer 25 på 30 km skiathlon (klassisk og fri). I 10 km stafet var han med til at blive nummer seks med Finland, men bedst gik det i holdsprinten, hvor han løb med Sami Jauhojärvi. Duoen vandt først deres semifinaleheat, inden de i finalen sejrede foran Rusland og Sverige. Ved afslutningsceremonien var Niskanen Finlands flagbærer.
Ved vinter-OL 2018 i PyeongChang stillede Niskanen op i sprint, hvor han blev nummer 14, i 30 km skiathlon (klassisk og fri), hvor han blev nummer 19 og på det finske 10 km stafethold, der blev nummer fire. Bedst gik det for ham i 50 km, hvor han indledte med at lægge sig i spidsen. Da han øgede hastigheden efter omkring 20 km, tyndede det ud i førergruppen, og midtvejs var det kun Aleksej Poltoranin fra Kazakhstan, der kunne følge med. Da Niskanen også trak fra Poltoranin, så løbet ud til at være afgjort, men skift af ski betød, at russeren Aleksandr Bolsjunov halede ind, og da finnen også skulle skifte ski efter 42 km, kom russeren i spidsen. Med de friske ski kom Niskanen dog tilbage og satte en spurt ind på den sidste kilometer, og dette kunne Bolsjunov ikke modstå, så Niskanen kom i mål til sin første individuelle OL-guldmedalje, mens Bolsjunov blev nummer to, næsten 20 sekunder efter, og en anden russer, Andrej Larkov, blev nummer tre.
Ved vinter-OL 2022 i Beijing viste Niskanen igen sine styrker i specielt traditionel stil. I 30 km skiathlon klarede han sig dog også fint, da han vandt bronze efter de to russere Aleksandr Bolsjunov (guld) og Denis Spitsov (sølv). I 15 km lå han forrest på alle mellemtider og blev vinder i tiden 37:54,8 minutter, mens Aleksandr Bolsjunov også her blev nummer to i tiden 38:18,0 minutter, og nordmanden Johannes Høsflot Klæbo sikrede sig bronze i tiden 38:32,3 minutter. Efter en sjetteplads med det finske hold på 10 km-stafetten løb Niskanen også holdsprint sammen med Joni Mäki, og efter at have klaret sig videre fra indledende heat på en tredjeplads kæmpede den finske duo i finalen en indædt kamp med nordmændene og russerne, der endte med norsk guld, finsk sølv og russisk bronze.